# Хий (володар Пархе)
Хий (кор. 희, 僖, Hui, Hŭi); ім'я при народженні Теоний (кор. 대언의, 大言義, Dae Eon-ui, Tae Ŏn-ŭi; пом. 817) — корейський правитель, восьмий володар (тійо) держави Пархе.
Був другим сином тійо Кана й молодшим братом Чона. Успадкував трон після смерті останнього 812 року.
Розвивав відносини з китайською династією Тан, запозичивши звідти багато культурних і державних елементів.